# Interessengemeinschaft Bauernhaus

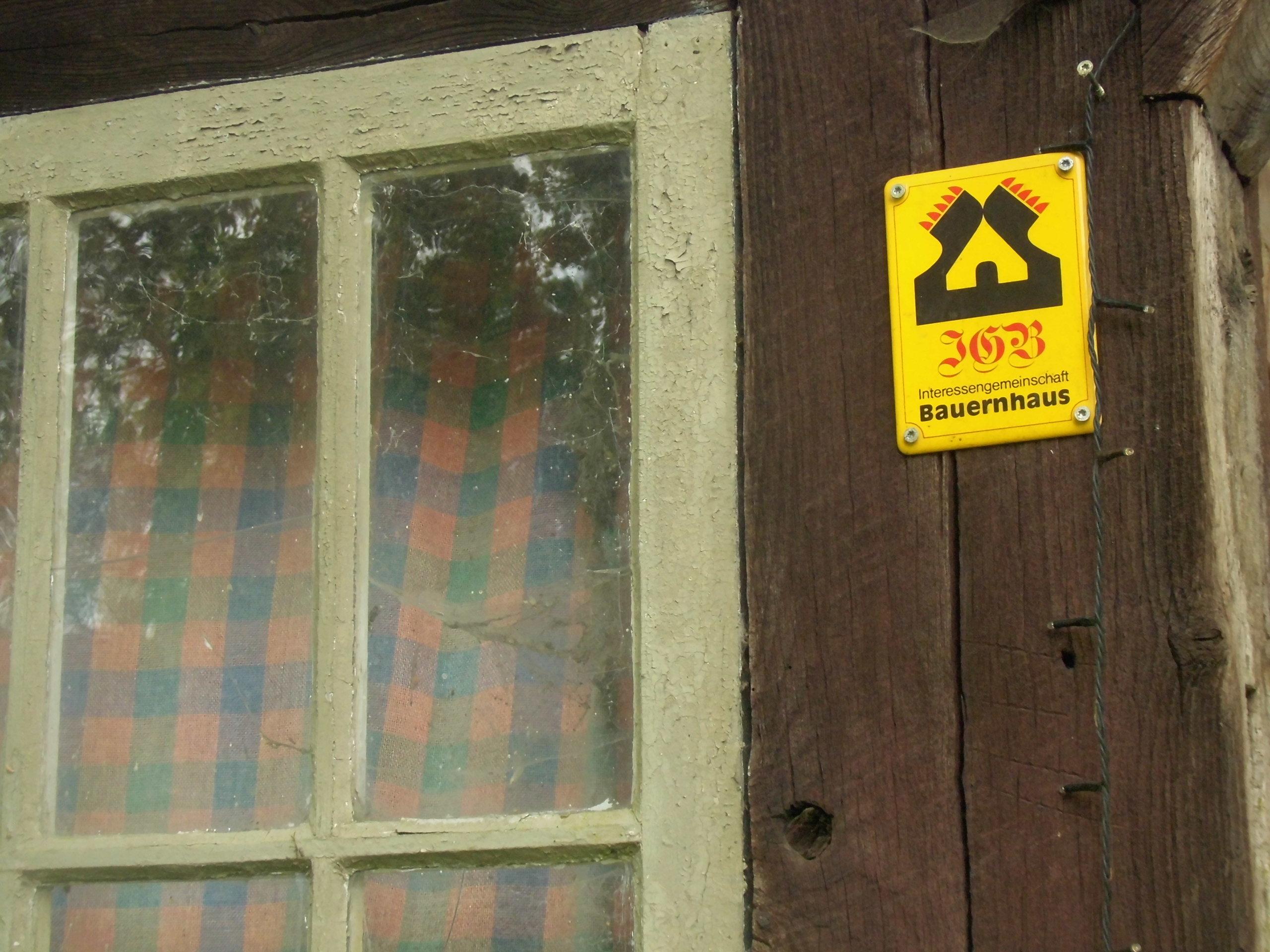
Kennzeichnung der Interessengemeinschaft Bauernhaus

Die Interessengemeinschaft Bauernhaus e. V. (IgB) mit Sitz in Syke ist die einzige deutschlandweit tätige Vereinigung für die Erhaltung historischer Baukultur auf dem Lande und in der Kleinstadt.

## Geschichte
Die IgB wurde 1973 in Kirchseelte (heute Samtgemeinde Harpstedt, Niedersachsen) gegründet. Gründer und langjähriger 1. Vorsitzender der IgB war Julius H. W. Kraft (1917–2008). Vorsitzende nach ihm waren Ralf Folke Schwinge (1987–1991), Kurt Brünjes (1191–1999), Dietrich Maschmeyer (1991–2012), Stefan Haar (2012–2017) und seither Hajo Meiborg. Hauptamtliche Geschäftsführerin ist Julia Ricker.
Derzeit ist der Verein in allen deutschen Bundesländern vertreten. Im Jahr 2025 gehörten ihm rund 6.000 Mitglieder an.
Der Verein setzt sich in der Öffentlichkeit und bei politischen Entscheidungsträgern dafür ein, historische ländliche Bausubstanz sowie Ortsstrukturen und Landschaften zu pflegen und zu erhalten. Dazu gehört es auch, Gebäude vor Abriss oder stark eingreifenden Baumaßnahmen zu schützen. Es werden auch handwerklich umsetzbare Hilfestellungen für Bauernhausfreunde und generell für Altbauten zu Instandsetzungs- und Erhaltungsmaßnahmen gegeben, um damit an der Ortsbilderhaltung mitzuwirken. Der Verein engagiert sich außerdem für ein nachhaltiges Bauen und Instandsetzen. Zahlreiche Mitglieder der IgB besitzen historische Gebäude, die sie den Vereinszielen entsprechend instand setzen, bewahren und oft auch aktiv unter Denkmalschutz stellen lassen. Tätigkeitsfeld des Vereins sind auch Gebäude, „die sich in der unteren Grenze des Denkmalbegriffs, wenn nicht sogar darunter, befinden, aber ohne Privatinitiative keine Lobby haben.“
Die thematischen Schwerpunkte der IgB sind Bautechnik, Baupolitik, Bauten mit und ohne Denkmalschutz, Hausforschung, Kulturlandschaft, Bauten in Gefahr und die Grundsteuer für Denkmäler.

## Außen- und Kontaktstellen
Charakteristisch für den Verein ist seine Regionalstruktur mit ca. 150 Außen- und Kontaktstellen. Die etwas größeren Außenstellen pflegen Kontakt zu lokalen Behörden und zur Presse, beraten Mitglieder und leisten weitere Vereinsarbeit, etwa Information über regionaltypische Hausformen. Sie entsprechen meist mindestens einem Landkreis. Kontaktstellen sind lokale Ansprechpartner für Mitglieder in ihrem Umkreis und für Außenstehende. Sie sind erste Anlaufstellen für Fragen zu baufachlichen, hauskundlichen und kulturlandschaftlichen Themen und zum Verein, stellen aber auch weitere Kontakte her.

## Bauernhaus des Jahres
Seit 2017 kürt der Verein das Bauernhaus des Jahres, um auf die kulturhistorische Bedeutung regionaler Haustypen aufmerksam zu machen. Damit soll auch dem Verlust der baulichen Vielfalt entgegengewirkt werden. Die bisherigen Bauernhäuser des Jahres waren 2017: Spreewaldhaus, 2019: Jurahaus, 2020: Umgebindehaus, 2021: Haubarg, 2022: Vogelsberger Einhaus, 2023: Niederdeutsches Hallenhaus, 2024: Altenburger Vierseithof, 2025: Schwarzwaldhaus.

## MitgliederzeitschriftDer Holznagel
Die Mitgliederzeitschrift der IgB ist seit 1975 Der Holznagel mit dem Motto „Der Holznagel verbindet – Der Holznagel hält zusammen – Der Holznagel hält fest“ (der Holznagel ist das verbindende Element zwischen den Balken eines Fachwerkhauses). Zunächst leitete Julius H. W. Kraft die Redaktion, schrieb viele Artikel selbst und steuerte Zeichnungen und Fotos bei. Heute ist der "Holznagel" eine Zeitschrift von Mitgliedern für Mitglieder.
Er erscheint sechsmal im Jahr und berichtet sowohl über die einzelne Häuser als auch über Baukultur und Kulturlandschaften sowie über die Erhaltung alter Häuser und umfasst auch Hinweise zu den Herausforderungen dabei sowie praktische Tipps. Er soll aber auch die Öffentlichkeit für den Wert alter Häuser sensibilisieren und über Möglichkeiten der Erhaltung, Renovierung und Umnutzung informieren. Ein aktueller und beliebte Artikel sind frei zugänglich.
Unter dem Namen „Holznagelschriften“ gibt die IgB eine Buchreihe zu diversen Themenbereichen heraus, so zu Bautechnik, Hausforschung und Bauernhausrouten.